# Phytoecia caerulea
Phytoecia caerulea — вид жесткокрылых из семейства усачей.

## Распространение
Распространён в Европе, Турции, на Кавказе, Среднем Востоке и в Иране.

## Описание
Жук длиной от 6 до 12 мм. Время лёта с апреля по июнь.

## Развитие
Жизненный цикл вида длится год. Кормовыми растениями являются: горчица (Sinapis), гулявник (Sisymbrium) и репник (Rapistrum).

## Подвиды
- Phytoecia caerulea baccueti Brullé, 1832
- Phytoecia caerulea bethseba Reiche & Saulcy, 1858
- Phytoecia caerulea caerulea (Scopoli, 1772)
- Phytoecia caerulea gilvimana Ménétriés, 1832